# Prochilodontidae
Los Prochilodontidae son una pequeña Familia de peces de  Sudamérica. Se caracterizan por tener labios carnosos con filas de pequeños dientes. La familia tiene tres géneros y alrededor de 21 especies.

## Especies
- Género Ichthyoelephas
  - Ichthyoelephas humeralis
  - Ichthyoelephas longirostris
- Género Prochilodus
  - Prochilodus argenteus 
  - Prochilodus binotatus 
  - Prochilodus brevis 
  - Prochilodus britskii 
  - Prochilodus costatus 
  - Prochilodus dobulinus
  - Prochilodus hartii 
  - Prochilodus jaraqui 
  - Prochilodus lacustris 
  - Prochilodus lineatus 
  - Prochilodus magdalenae 
  - Prochilodus magdalenensis 
  - Prochilodus mariae 
  - Prochilodus nigricans 
  - Prochilodus reticulatus 
  - Prochilodus rubrotaeniatus 
  - Prochilodus vimboides
- Género Semaprochilodus
  - Semaprochilodus brama 
  - Semaprochilodus insignis 
  - Semaprochilodus kneri 
  - Semaprochilodus laticeps 
  - Semaprochilodus taeniurus 
  - Semaprochilodus varii